# پدیدارشناسی (معماری)
کریستین نوربرگ شولتز یکی از برجسته‌ترین چهره‌های پدیدارشناسی در معماری است که تأثیری ژرف بر بسط و گسترش این گفتمان داشته‌است. وی معتقد است که توجه‌اش به وجوه کیفی نظریهٔ معماری به کتاب "نیات معماری" (۱۹۶۳) باز می‌گردد که در آن بیشتر متمرکز بر روانشناسی اگون برونشوی و مباحث جامعه شناختی بوده‌است. اما وی پس از آشنایی با کتاب "انسان و فضا" ی اوتو فردریش بولنوو (۱۹۶۳) و بالاخص توجه به مفهوم جاستی (دازاین) هایدگر در می‌یابد که پدیدارشناسی «روشی است کاملاً مناسب جهت نفوذ در جهان روزمره، چراکه معماری به واقع در خدمت کلیت است، کلیتی که اصطلاح "زیست ـ جهان" متضمن آن است و از فرایند علمی دوری می‌گزیند». ارائهٔ درکی درست و جامع از پدیدارشناسی مورد نظر نوربرگ ـ شولتز جز با مطالعهٔ گستردهٔ آرای او که در کتب و مقالات متعدد بیان شده‌اند میسر نیست. به گمان وی، پدیدارشناسی یک روش است و نه نوعی از فلسفه، راه و روشی که بر آن است تا ساختارها و معانی جهان ِ زندگی را فراچنگ آورد. پدیدارشناسی «بر آن نیست تا جایگزین علوم طبیعی گردد، بلکه جایگزین روابط و کل اصول و معیارهایی می‌گردد که آن علوم بیان می‌کنند». به نظر وی رویکرد علمی به "چیزها" آن‌ها را از زمینهٔ واقعی شان برمی‌کند و به آنان چونان اموری "سنجش پذیر" توجه دارد. وی می‌گوید: «پدیدارشناسی نقطهٔ عزیمت خود را شعار هوسرل مبنی بر "به سوی خود چیزها" و نیز تأکید وی که علم مدرن نتوانست به فهم ما از "زیست جهان عینی" کمک کند قرار می‌دهد) به واقع زیست ـ جهان، جهان ِ چیزهای خصلتمند و معنادار است، و پدیدارشناسی راه و طریقی است که «رویکردش به چیزها مطابق همان طبیعتمندی ای است که از خود بروز می‌دهند، یعنی نه چونان موجوداتی جدا از هم، بلکه چونان تجلی‌های یک ذاتمندی یا طریقی از بودن که تنها در رابطه با دیگر طرق بودن قابل فهم بوده و در طی زمان مقاومت می‌کند، بی آنکه این ـ همانی خود را از دست بدهد»

## تاریخچه
اگر چه واژه پدیدارشناسی در قرن هیجدهم میلادی از سوی کسانی چون لابرت، هردر، کانت، فیخته و هگل مورد استفاده قرار گرفته‌است، اما باید ادموند هوسرل را اولین فیلسوفی دانست که آن را چونان نوعی فلسفیدن مطرح ساخت، امری که بعد وی از سوی متفکرانی چون هایدگر، مرلوپونتی، باشلار، گادامر و دیگران شرح و بسط یافت و تمامی عرصه‌های اندیشه و فرهنگ، از فلسفه علم گرفته تا نقد هنری را تحت تأثیر قرار داد. بی شک معماری و شهرسازی یکی از مهم‌ترین این عرصه هاست. پس از آزمون معماری مدرن و آموزه‌های آن در تولید و توسعه معماری و شهرسازی قرن بیستم و بحران‌های حاصل از آن، معماران و منتقدان معماری در جستجوی نقطه عزیمتی مطمئن‌تر، جامع‌تر، و دقیق‌تر بودند تا به کمک آن خوانشی ژرف از معماری و محیط خویش ارائه دهند که از یکسو از سطحی نگری‌ها و تعمیم‌های معماری مدرن به دور باشد و از دیگر سو افقی نو بر هستی و سویه‌های وجودی انسان و فضا بگشاید. در این تلاش گسترده، برخی از معماران و نظریه پردازان در دهه‌های شصت و هفتاد میلادی به توانمندی‌های پدیدارشناسی آگاهی یافتند و در صدد تبیین نگرشی نو بر پایه آموزه‌های فلسفی پدیدارشناسی بر آمدند. این فرایند، که شاید بتوان آن را "معمارانیدن فلسفه پدیدارشناسی" خواند بی‌شک چهره‌های برجسته‌ای دارد که مطالعه اندیشه‌های آن‌ها جهت درک ماهیت این خوانش ضرورت دارد.

## شاخص ترین معمارانی که در این حوزه کار میکنند
- کریستین نوربرگ شولتز
- یوهانی پالاسما
- پیتر زومتور
- جوزف ریکورت
- محسن مصطفوی
- چارلز مور
- آلبرتو پرز-گومز
- استیون هال
- لویی کان
- تادائو آندو